# Пушкина, Оксана Викторовна
Оксана Викторовна Пушкина (род. 10 мая 1963, Петрозаводск) — российская телеведущая, политический и общественный деятель.
Депутат Государственной думы Федерального собрания Российской Федерации VII созыва по избирательному округу № 122 (Одинцовский — Московская область) (5 октября 2016 — 12 октября 2021), уполномоченный по правам ребёнка в Московской области (2015—2016). Автор и ведущая программы «Женский взгляд» на канале НТВ (1999—2013).

## Биография

### Ранние годы
Родилась 10 мая 1963 года в городе Петрозаводск. Мать — Светлана Андреевна — тележурналист. Отец — Виктор Васильевич Пушкин — тренер сборной России по лёгкой атлетике.
В 1979 окончила ДЮСШ по художественной гимнастике, в 1980 году — общеобразовательную и музыкальную школу. В 1985 году окончила факультет журналистики ЛГУ.

### Работа на телевидении
С января 1985 по декабрь 1991 года работала в молодёжной редакции Ленинградского телевидения. В 1990—1992 годах выпустила циклы ежемесячных программ «Госпожа Удача» и «Человек результата». В 1993 году уехала на стажировку в Сан-Франциско, там же стала работать корреспондентом и координатором на телеканале ABC. Изучив менеджмент и маркетинг частных телевизионных станций, в 1997 году вернулась в Россию.
В сентябре 1997 года в спецвыпуске программы «Взгляд» была представлена её первая работа после возвращения в Россию — «Возвращение Ирины Родниной», а в декабре того же года на ОРТ вышел авторский телепроект «Женские истории Оксаны Пушкиной». В сентябре 1999 года Оксана Пушкина приняла решение об уходе с ОРТ. Спустя месяц на канале НТВ она начала выпускать «Женский взгляд». В то же время на ОРТ появилась программа «Женские истории с Татьяной Пушкиной», ведущая которой была очень похожа на Оксану Пушкину, а также является её однофамилицей. Вела свою еженедельную программу с 30 октября 1999 до 1 февраля 2013 года.
В 2006 году участвовала в шоу «Первого канала» «Звёзды на льду» в паре с Алексеем Ягудиным.
В феврале 2013 года покинула НТВ и вернулась на «Первый канал», где стала ведущей программы «Я подаю на развод». Передача выходила по будням днём с 11 марта по 1 августа 2013 года, после чего по неизвестным причинам была снята с эфира.
В 2016 году вернулась на НТВ, где стала автором и ведущей программы «Зеркало для героя». Своё возвращение она назвала в эфире «главным событием 8 марта». Ток-шоу выходило с 8 марта по 7 июля 2016 года.
Снималась в рекламных роликах.

## Политическая и общественная деятельность
18 июня 2015 года решением Московской областной думы (по представлению губернатора Московской области Андрея Воробьёва) назначена на должность уполномоченного по правам ребёнка в Московской области. Досрочно освобождена от должности 29 сентября 2016 года в связи с избранием депутатом Государственной думы Федерального собрания Российской Федерации.
На выборах в Государственную думу Федерального собрания Российской Федерации VII созыва (2016 год) баллотировалась от партии «Единая Россия» по Одинцовскому одномандатному избирательному округу № 122 (Московская область) и была избрана депутатом. С 2016 по 2021 год, в течение исполнения полномочий депутата Государственной Думы VII созыва, выступила соавтором семи законодательных инициатив и поправок к проектам федеральных законов. В выборах в Государственную думу VIII созыва Пушкина участия не принимала.
Оксана Пушкина входит в попечительский совет фонда «СПИД.Центр».
Являлась независимым депутатом ПАСЕ.

### Законотворчество
Входит в число разработчиков законопроекта «О профилактике семейно-бытового насилия в Российской Федерации», который общество восприняло неоднозначно.
Будучи его разработчиком, Оксана Пушкина, как сообщил в конце ноября 2019 года её адвокат Константин Добрынин, обратилась в МВД и попросила проверить противников закона — движение «Сорок сороков». В обращении депутата, направленном Владимиру Колокольцеву, сообщается, что движение на своём сайте опубликовало открытое письмо против принятия этого закона. В открытом письме движения Пушкина усмотрела высказывания, оправдывающие насилие, а также призывы к экстремизму. Активисты движения ответили обращениями в Следственный комитет, ФСБ, Генпрокуратуру и МВД, требуя возбудить против Пушкиной уголовное дело за клевету и ложный донос.

## Личная жизнь
- Первый муж — телеведущий Владислав Владимирович Коновалов (1943—2023).
  - Сын Артём Коновалов (род. 1988)[27]. Окончил Российскую академию народного хозяйства и государственной службы при Президенте Российской Федерации[28].
- Второй муж — Алексей Владимирович Широких, специалист по информационным технологиям, работает в банковском секторе[29].

Телеведущая Татьяна Пушкина, заменившая Оксану Пушкину в программе «Женские истории», не имеет с ней никаких родственных связей, тем не менее считается, что они внешне похожи друг на друга.
В интервью Наталье Влащенко Пушкина рассказала, что курить бросала «вместе с Игорем Крутым» и никогда не употребляла наркотики.

## Телепроекты
- «Госпожа Удача» (1992—1993)
- «Женские истории» Оксаны Пушкиной (1997—1999) — ОРТ
- «Женский взгляд» Оксаны Пушкиной (1999—2013) — НТВ
- «Я подаю на развод» (2013) — Первый канал
- «Ирина Роднина. Женщина с характером» (2014) — документальный фильм (автор и режиссёр), Первый канал
- «Зеркало для героя» (2016) — НТВ

## Награды и премии
- Заслуженный работник культуры Республики Карелия (24 июня 2017) — за высокий профессионализм и большой вклад в развитие культуры и искусства республики
- Орден Дружбы (27 июня 2007) — за большой вклад в развитие отечественного телевидения и многолетнюю плодотворную работу[32]
- Лауреат национальной премии общественного признания достижений женщин «Олимпия» Российской Академии бизнеса и предпринимательства[33] в 2004 году
- Знак преподобного Сергия Радонежского — за особо плодотворную государственную, благотворительную и общественную деятельность на благо Московской области[34]